# 二色凤仙花
二色凤仙花（学名：Impatiens dichroa）为凤仙花科凤仙花属下的一个种。

## 扩展阅读
- 維基物種上的相關：二色凤仙花